# Dennis Hansen
Dennis Overgaard Hansen (født 10. november 1970) er en dansk tidligere professionel fodboldspiller. Spillede for Nivå, Lyngby BK og Viborg FF.
Dennis Hansen har opnået 35 landskampe på ungdomsplan, desuden har han været professionel spiller i 5 år i Lyngby, inden han blev købt af Viborg FF.
I Viborg FF opnåede Dennis Hansen 10 år som spiller. Han spillede den sidste kamp på topplan den 14. maj 2000.